# Wishbone (album)
Wishbone è il quarto album in studio del cantautore statunitense Conan Gray, pubblicato il 15 agosto 2025 dalla Republic.

## Tracce
Testi di Conan Gray eccetto dove indicato.
1. Actor – 3:44 (testo: Conan Gray, Daniel Nigro)
2. This Song – 3:33
3. Vodka Cranberry – 4:05 (testo: Conan Gray, Daniel Nigro)
4. Romeo – 3:32 (testo: Conan Gray, Noah Conrad)
5. My World – 3:44
6. Class Clown – 3:17
7. Nauseous – 3:43 (testo: Conan Gray, Noah Conrad)
8. Caramel – 3:54 (testo: Conan Gray, Daniel Nigro)
9. Connell – 3:32
10. Sunset Tower – 3:18 (testo: Conan Gray, Elvira Anderfjärd, Luka Kloser)
11. Eleven Eleven – 3:29
12. Care – 3:28 (testo: Conan Gray, Daniel Nigro, Noah Conrad)